# Mercallo
Mercallo là một đô thị ở tỉnh Varese trong vùng Lombardia, có cự ly khoảng 50 km về phía tây bắc của Milan và khoảng 15 km southvề phía tây của Varese. Tại thời điểm ngày 31 tháng 12 năm 2004, đô thị này có dân số 1.761 người và diện tích là 5,3 km².
Mercallo giáp các đô thị: Comabbio, Sesto Calende, Varano Borghi, Vergiate.